# Escudo de Las Regueras

El escudo del concejo asturiano de Las Regueras es partido:
- Primer cuartel, en azur la representación de la Cruz de los Ángeles, simbolizando el poder que tuvo sobre el territorio el obispado de Oviedo durante siglos.

- El segundo cuarto nos muestra siete lanzas de oro con la punta mirando hacia arriba, y que representa a los siete escuderos de Las Regueras, que pasaron a la historia por haber escoltado al príncipe Enrique de Trastámara, en la persecución sufrida por parte de su hermano, el rey Pedro I de Castilla.

Al timbre, corona real cerrada. 
Carece de sanción legal. Fue inventado por Octavio Bellmunt y Fermín Canella para ilustrar su obra "Asturias".
- Datos: Q8777959